# آب‌انبار علیمردان خان
آب‌انبار تاریخی علی مردان خان (پسر گنجعلی‌خان) که داخل بازار مسگری غربی واقع شده، دارای ویژگی‌های معماری جالبی است که توجه بینندگان رو به خود جلب می‌کند. این بنا از آثار دوره صفویه است و به نوشته کتیبه بالای سردر آن، تاریخ احداث آن ۱۲۰۹ هجری قمری است. این آب‌انبار حدود ۲ میلیون لیتر آب را ذخیره می‌کرده‌است. سردر آب‌انبار دارای مقرنس کاری و کاشی‌کاری بسیار زیبایی است. این آب‌انبار به همراه مجموعه گنجعلی خان در تاریخ ۱۳۴۷/۰۲/۲۶ و به شماره ۸۲۹ ثبت ملی شده‌است.

## نگارخانه

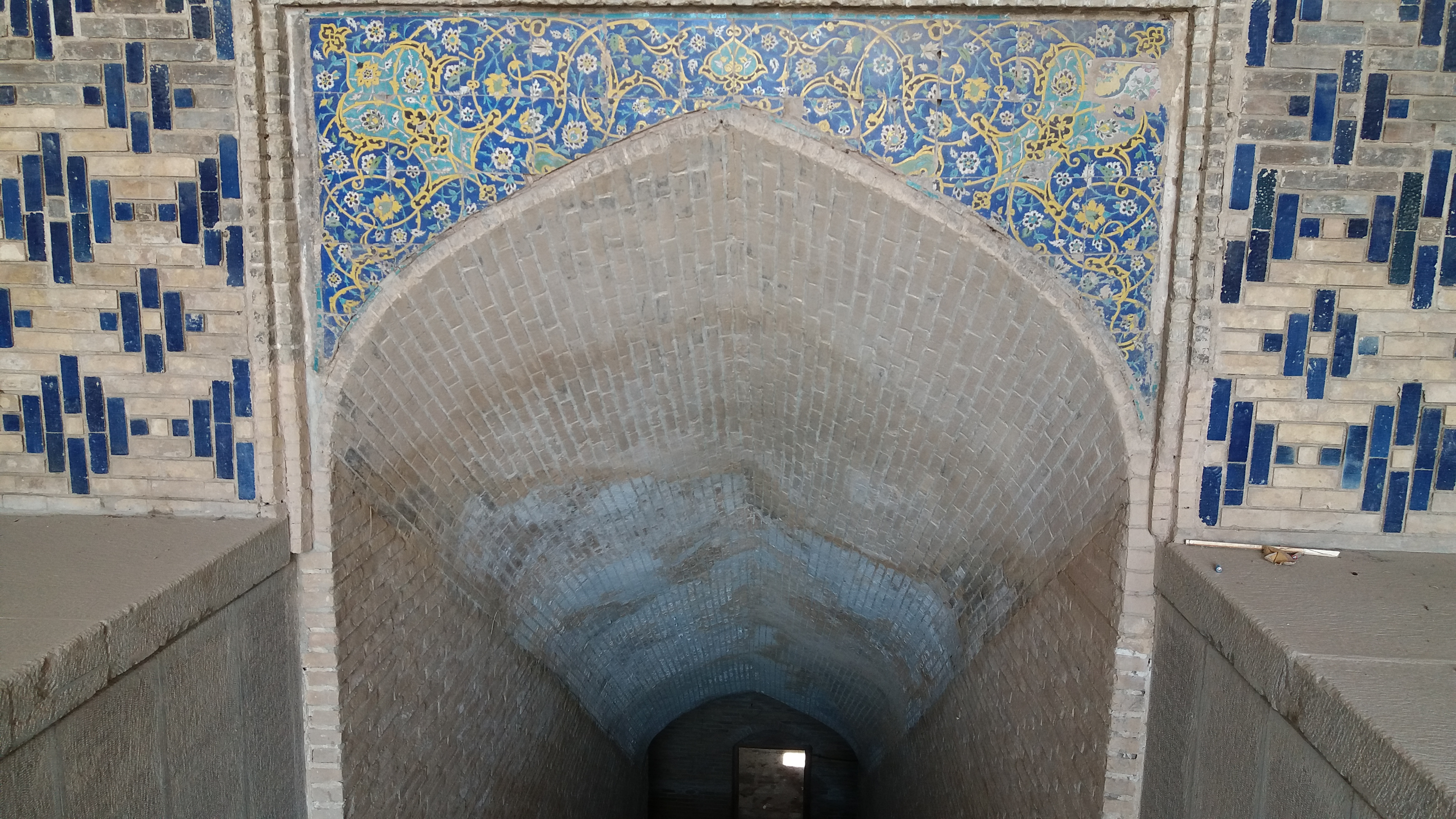
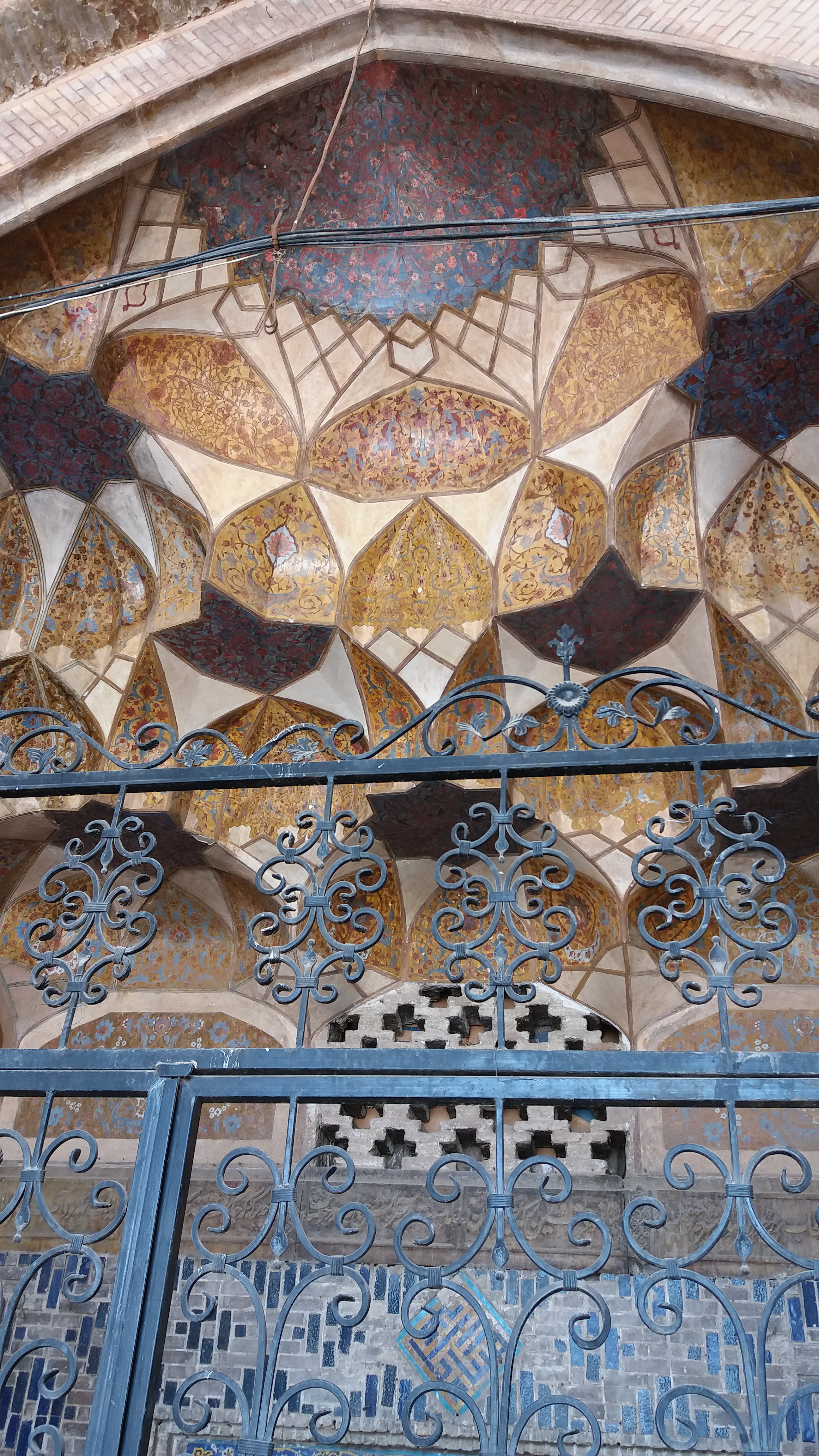
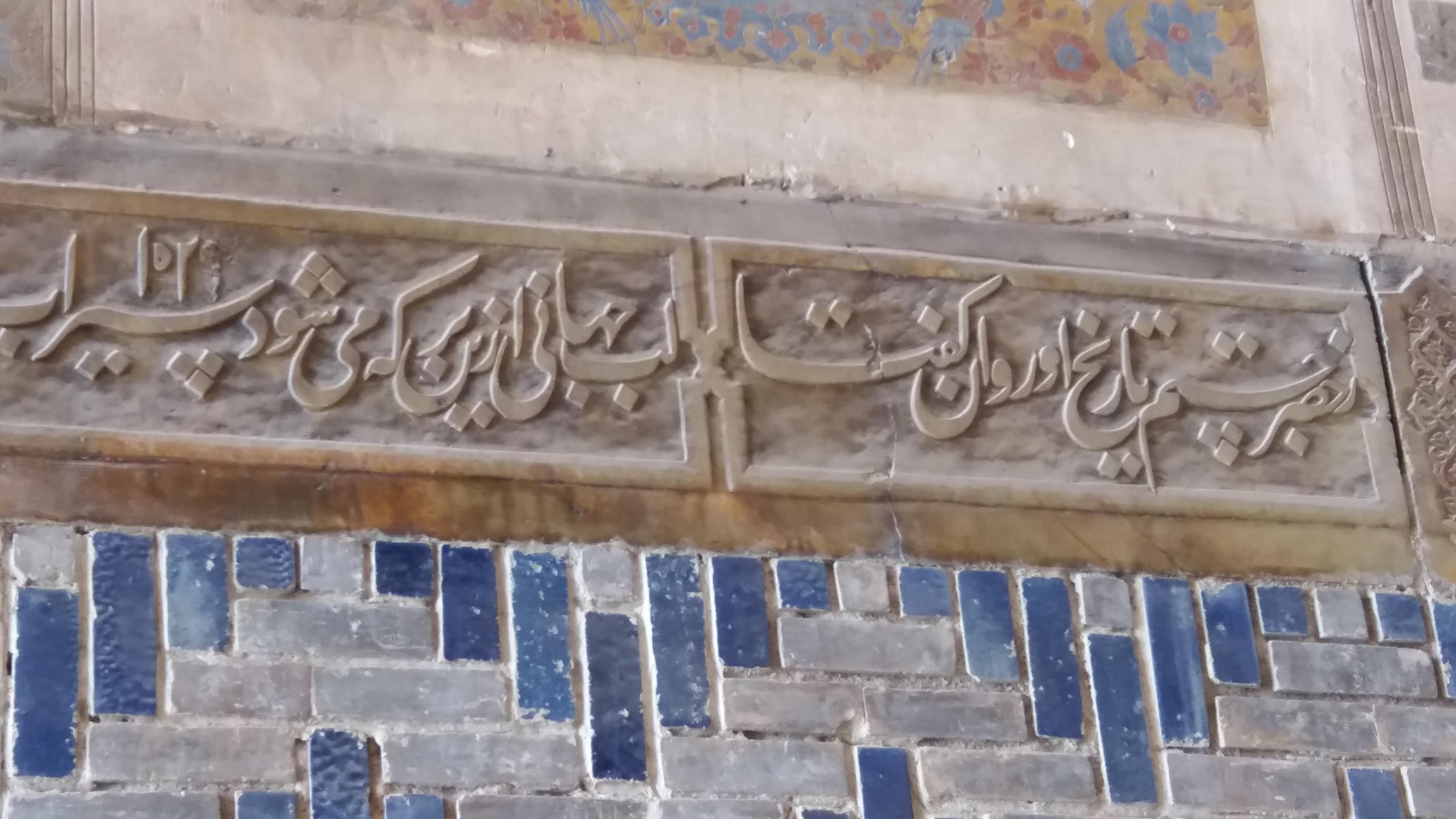
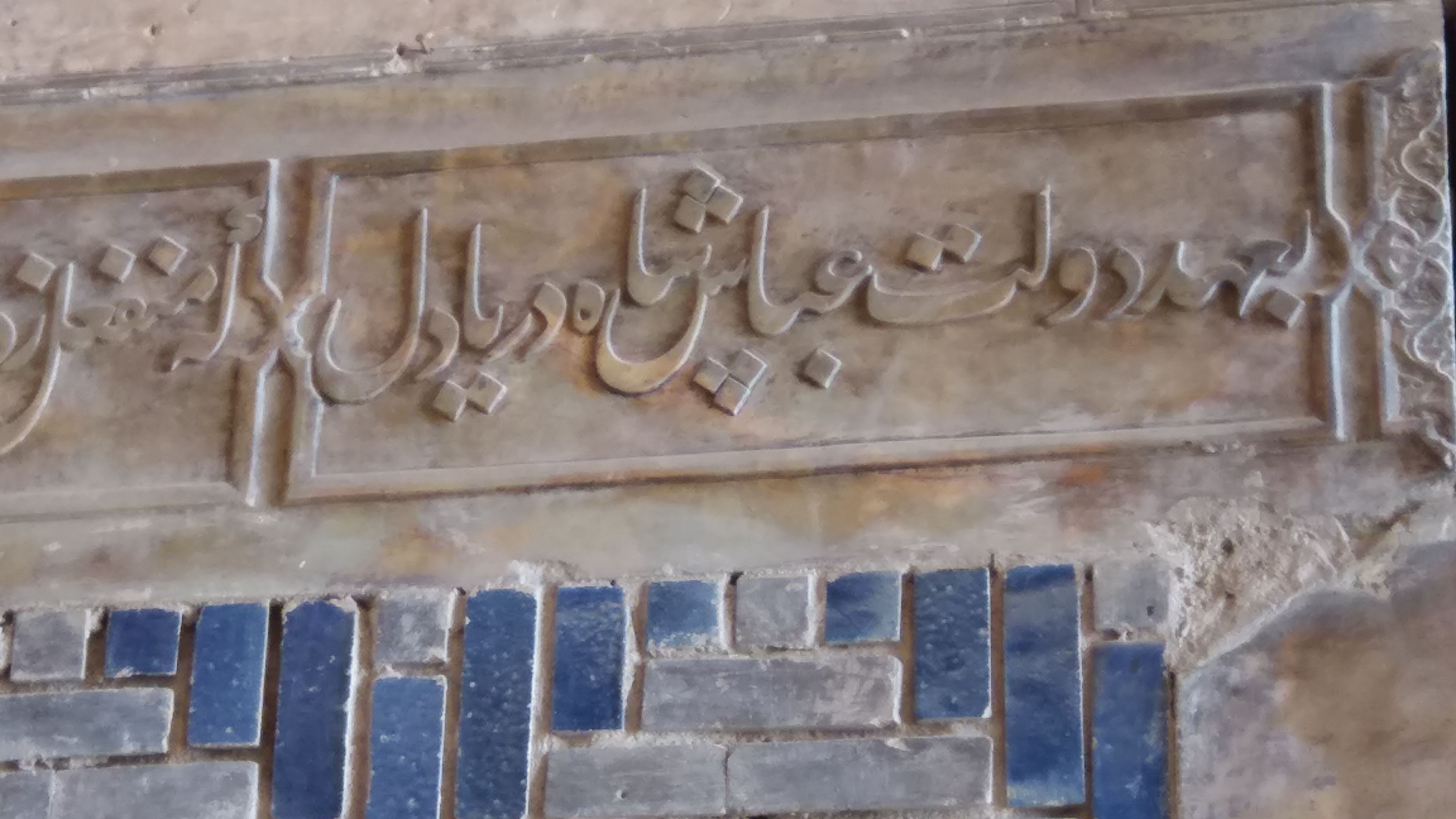
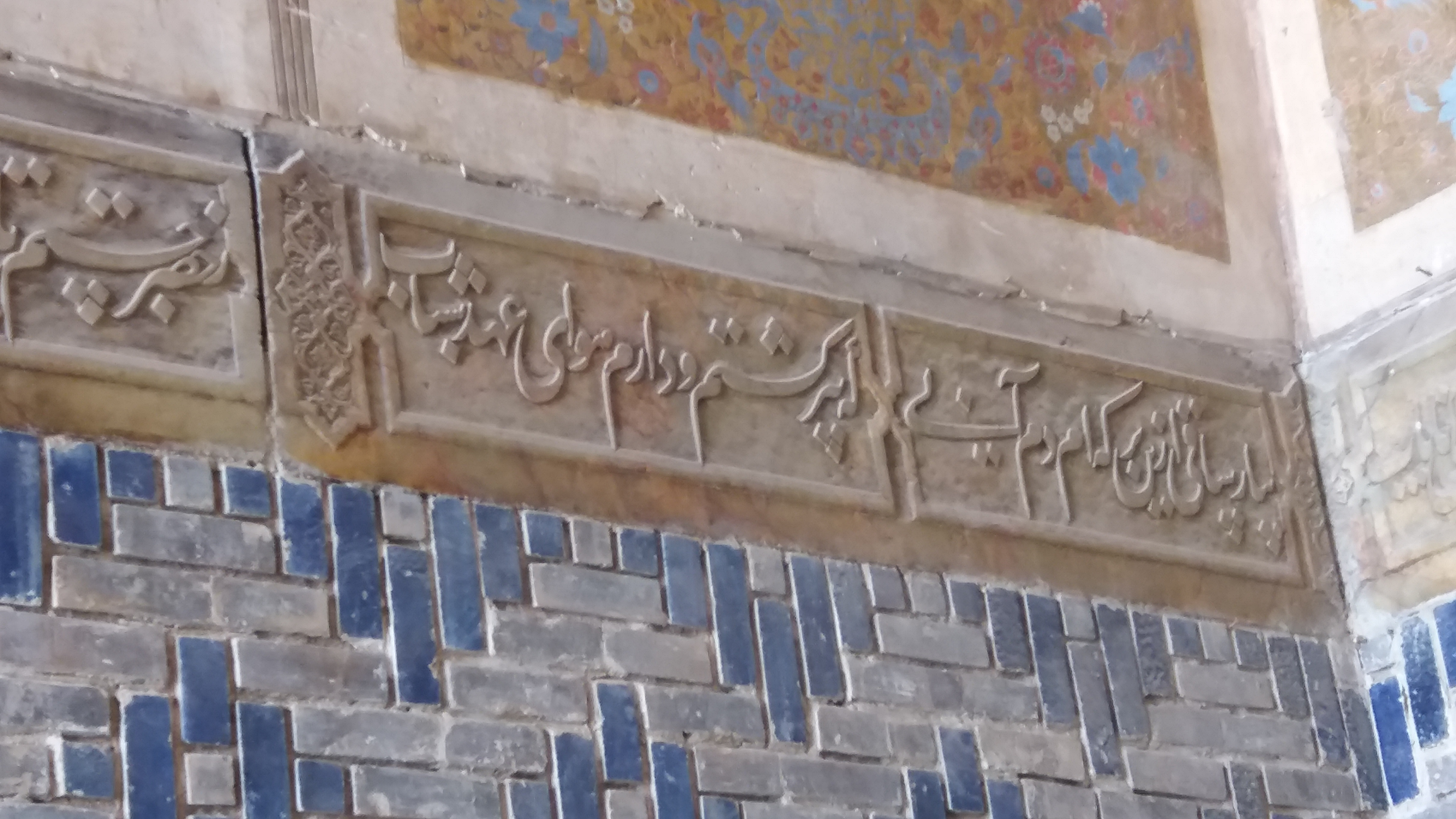
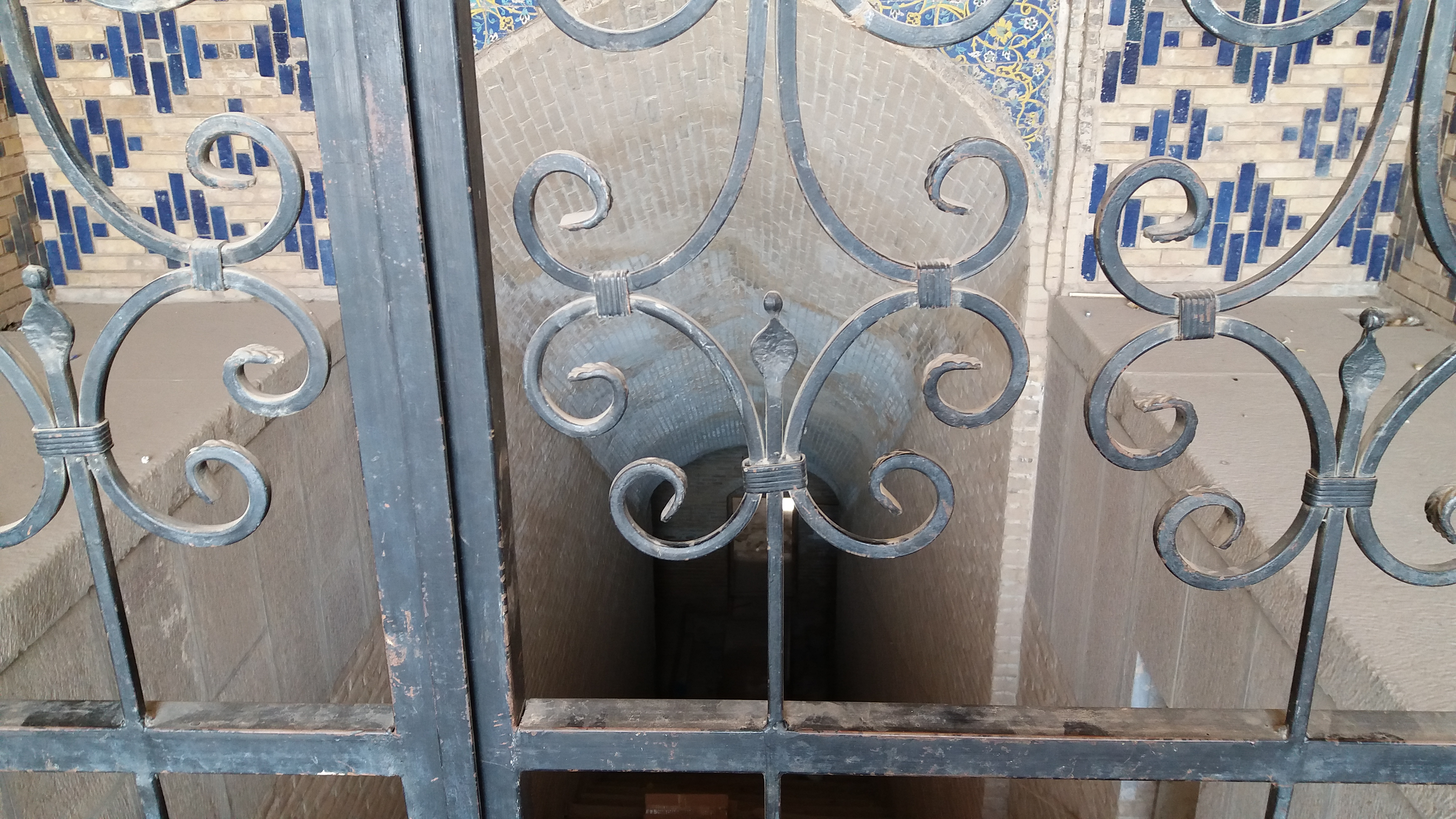
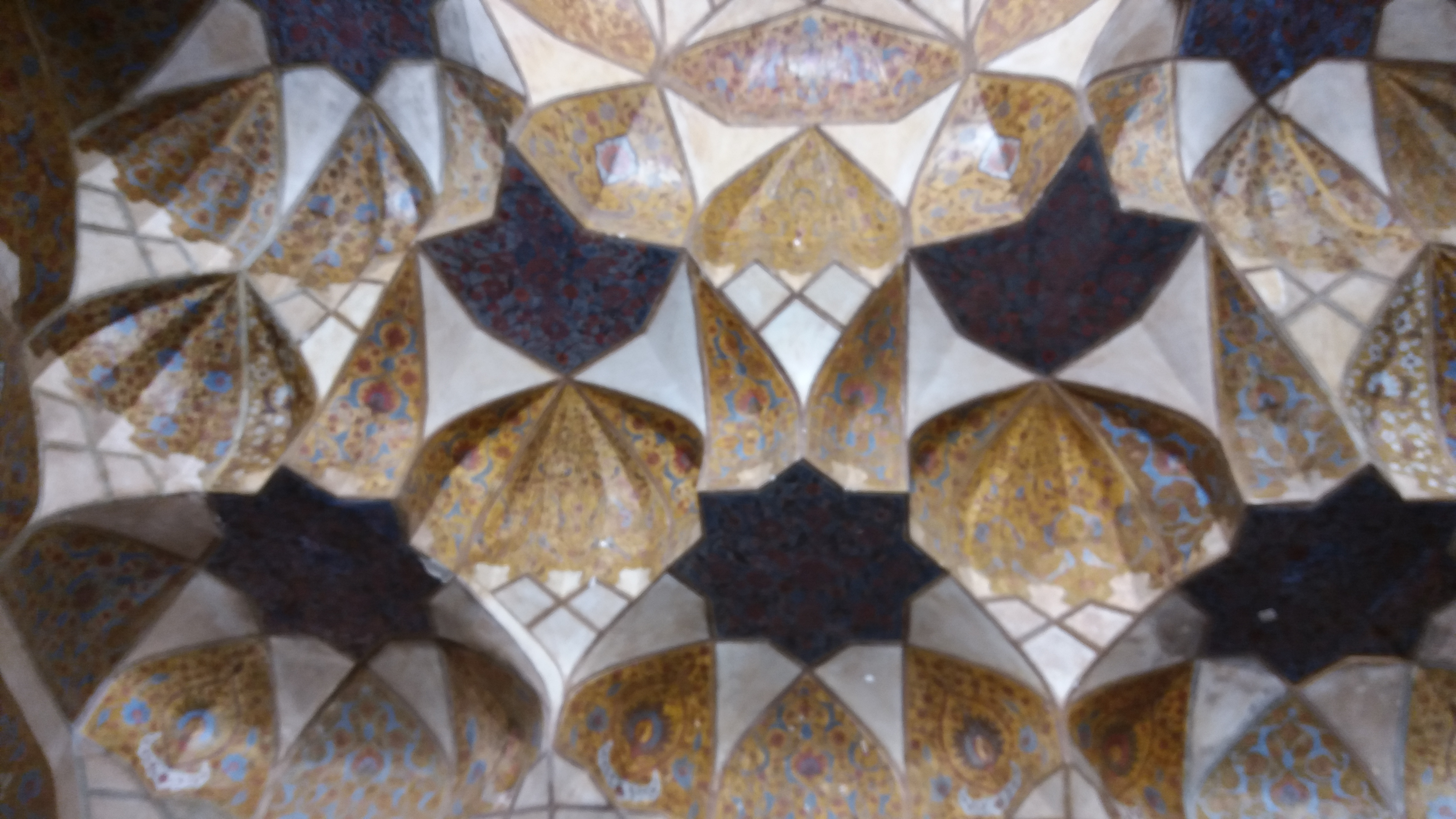
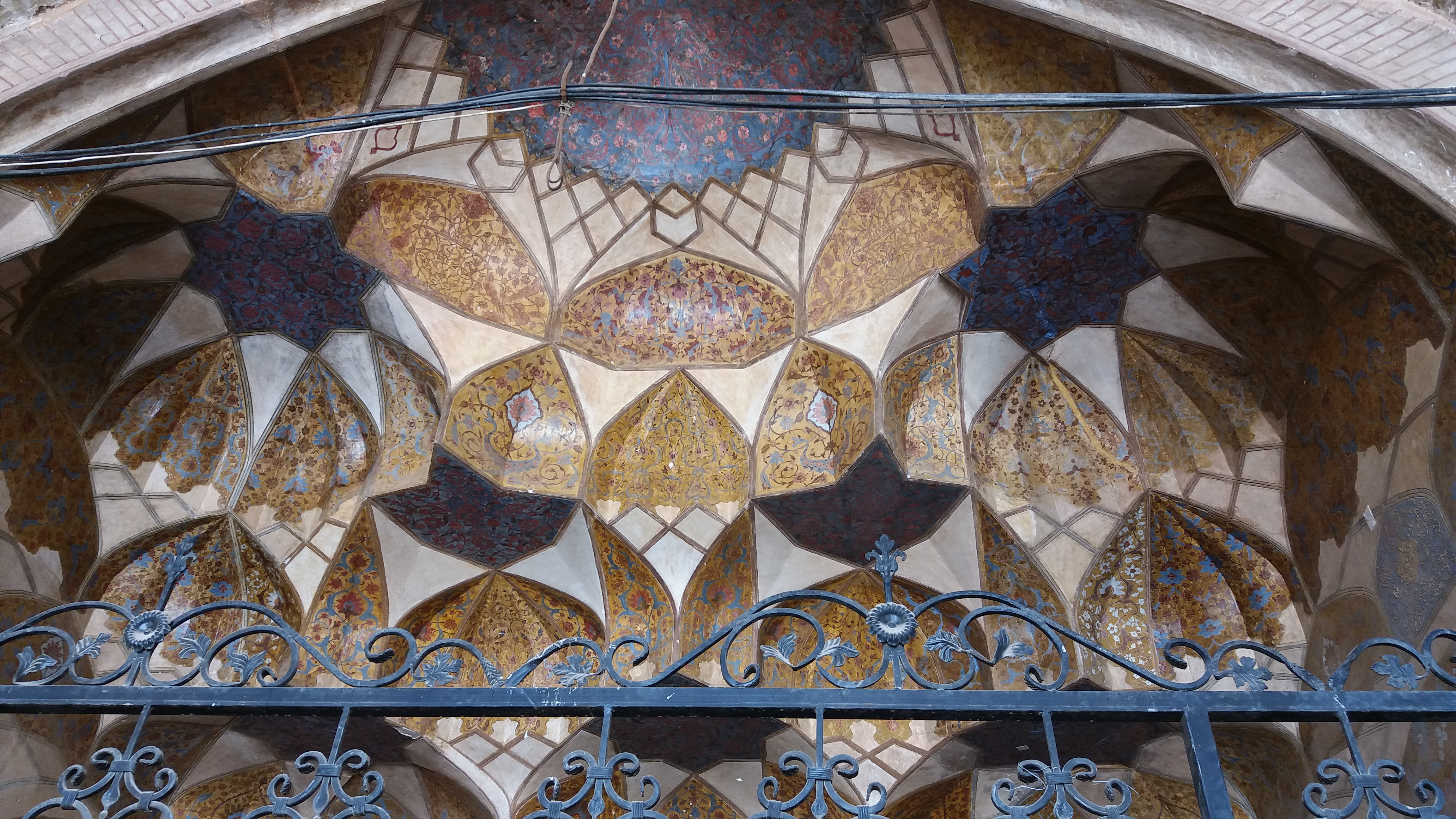
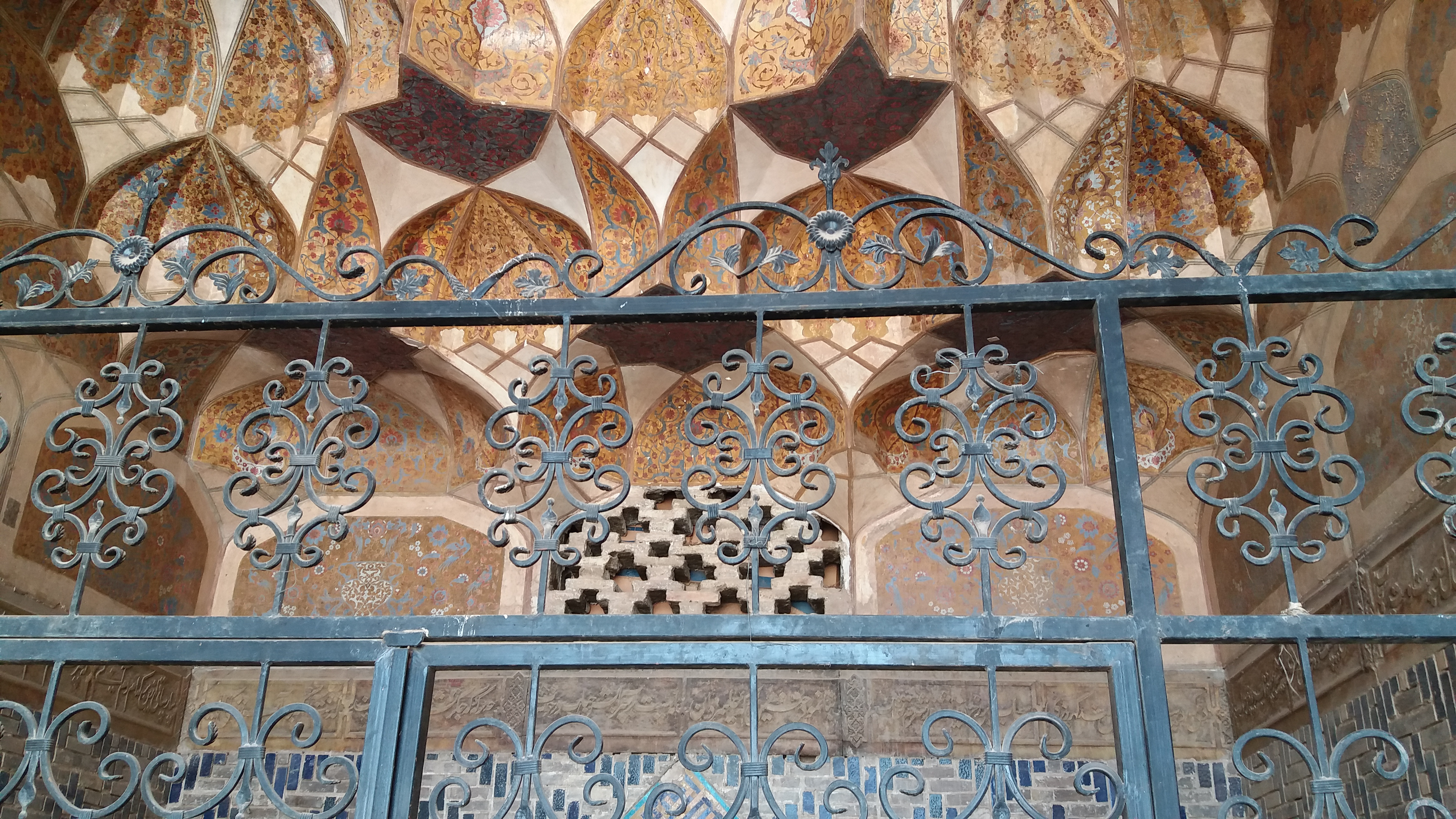
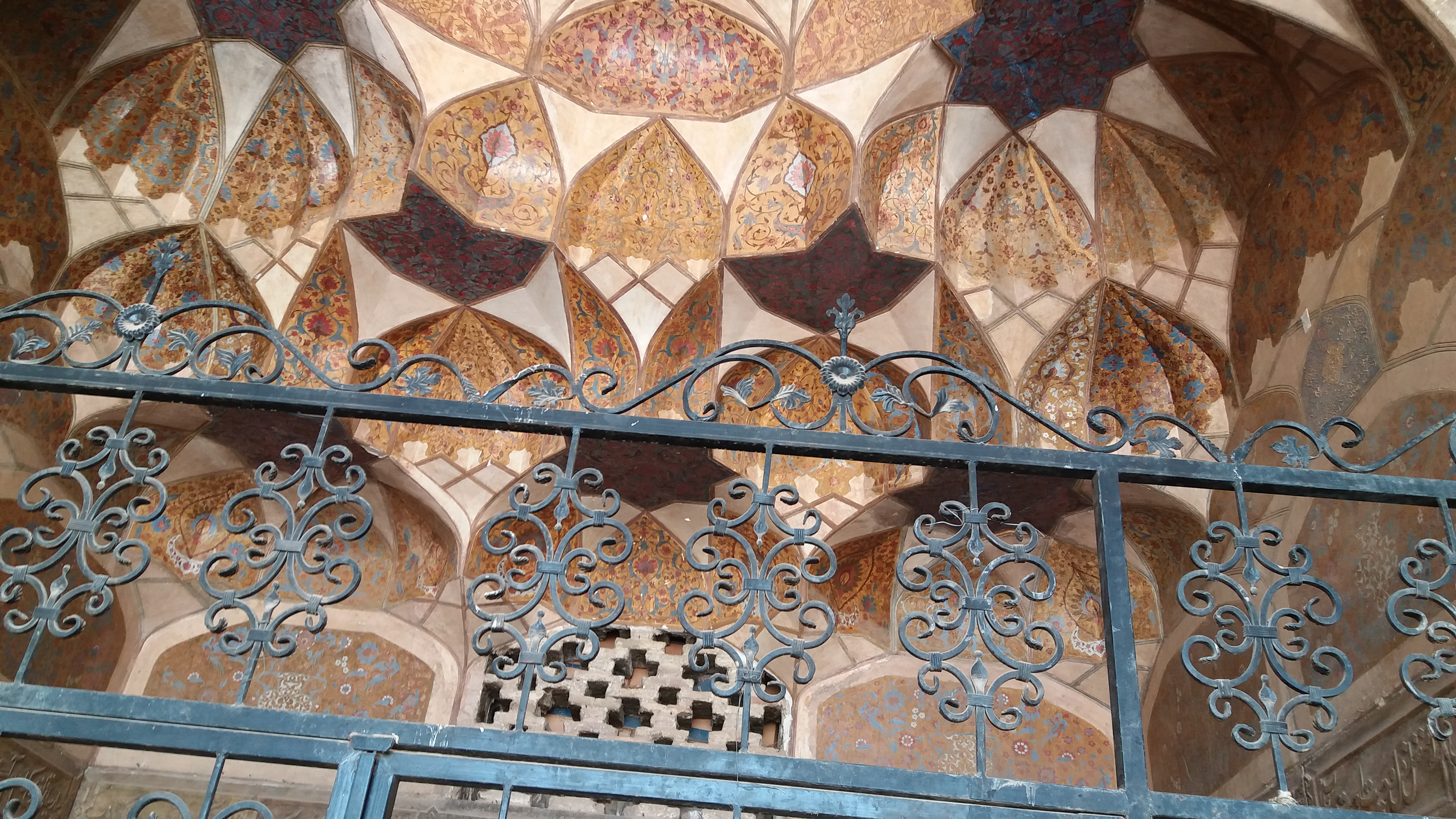
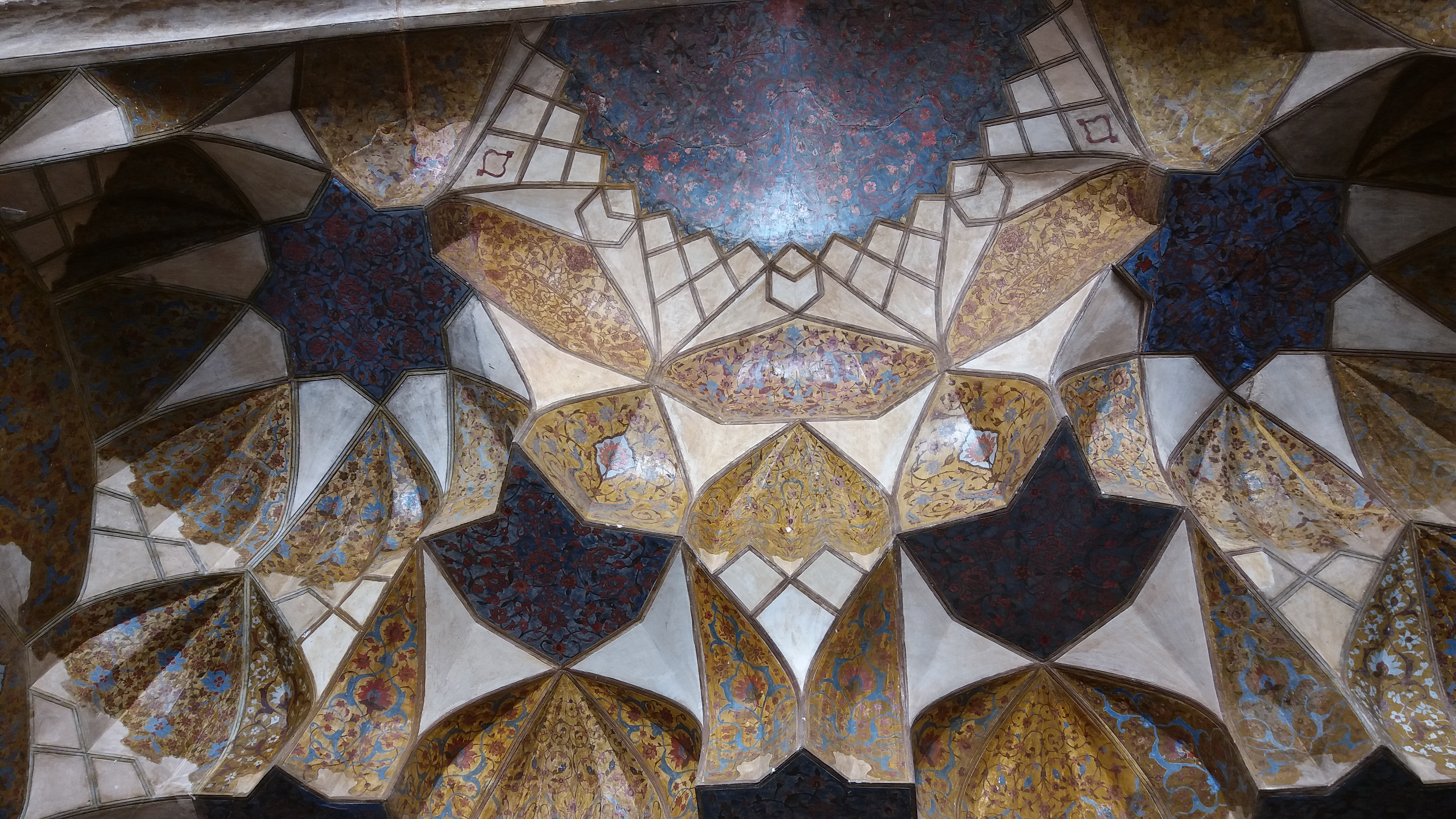
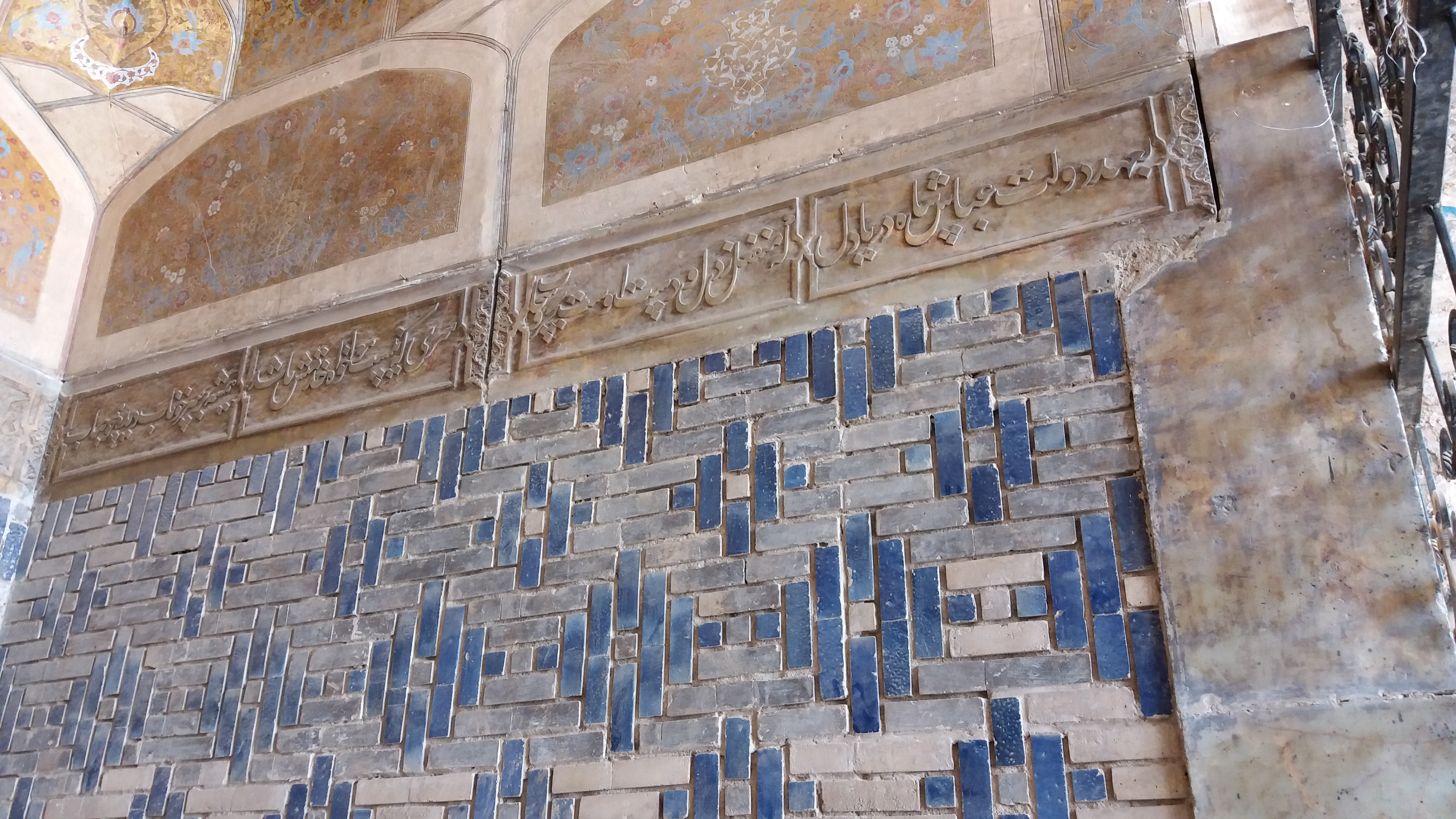
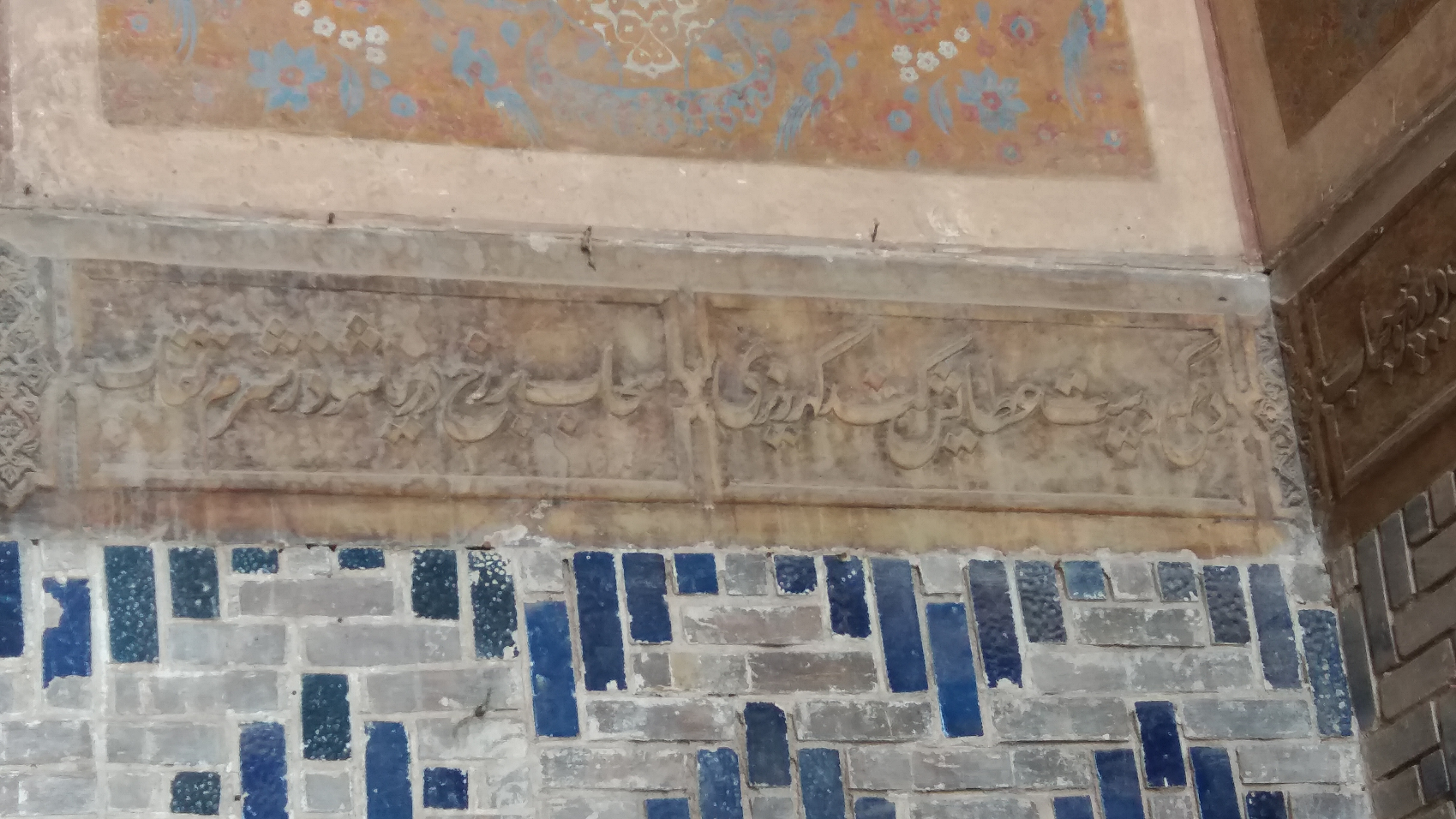
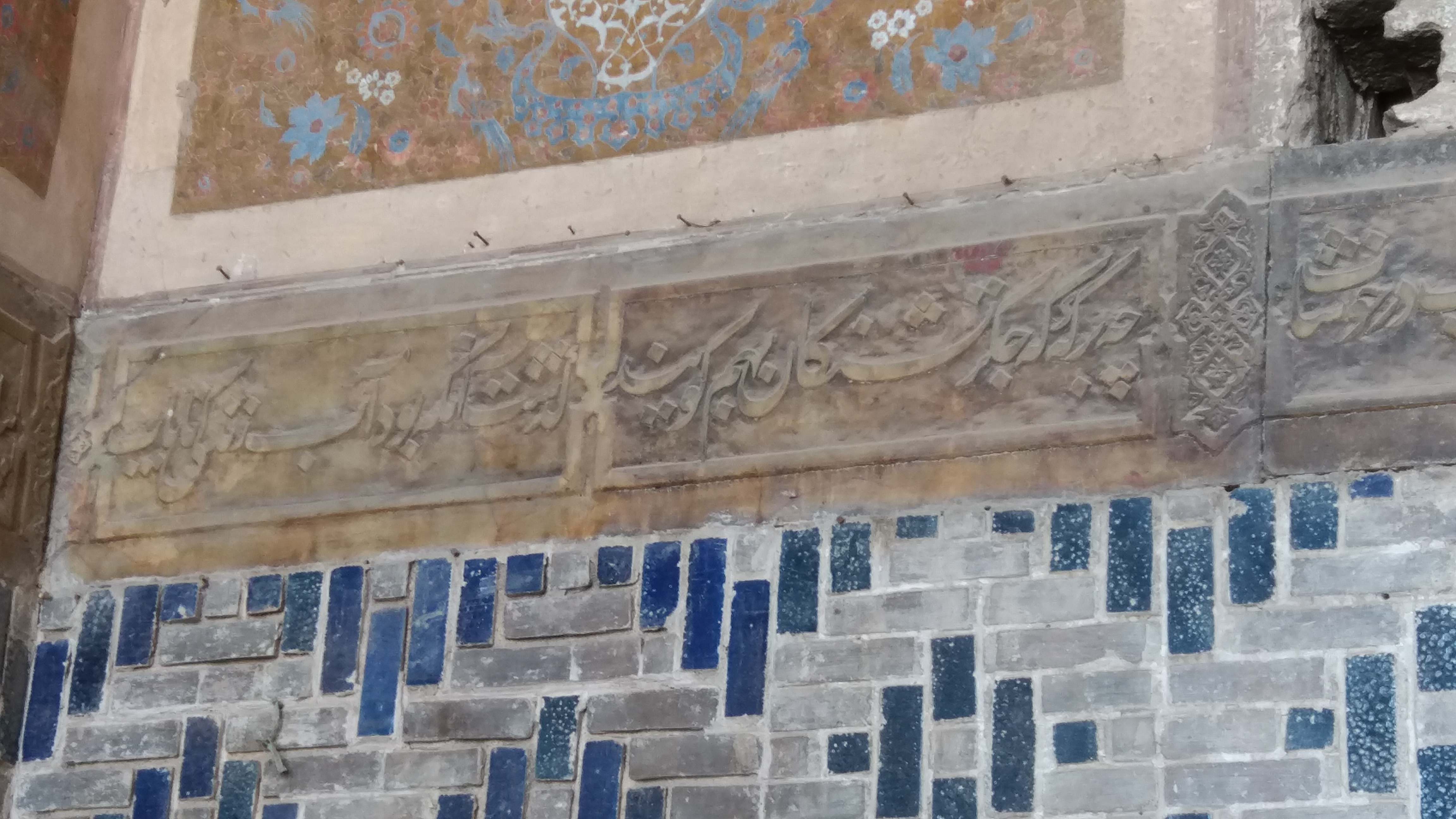
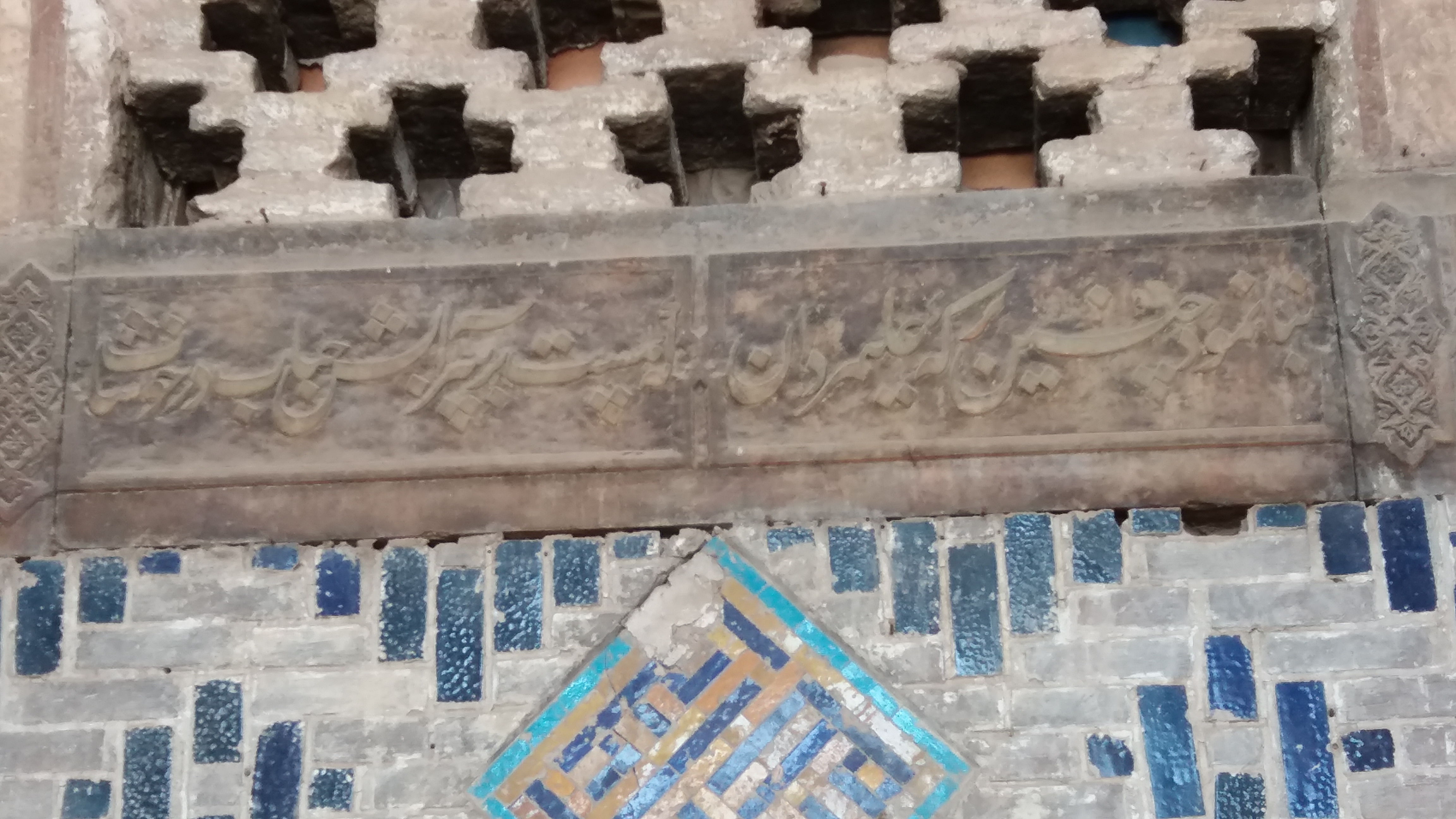